# 강승원 (배우)
강승원(1958년 2월 2일 ~ )은 대한민국의 배우이다.

## 출연작

### 영화
- 2014년 《터널 3D》 - 클럽 출연 역
- 2011년 《글러브》 - 상벌위원장 역
- 2007년 《펀치 레이디》 - KO 대표 역
- 2007년 《권순분 여사 납치사건》 - 기관사 역
- 2007년 《수》 - 형사과장 역
- 2007년 《쏜다》 - 경찰서장 역
- 2006년 《한반도》 - 통일부총리 역
- 2006년 《야수》 - 홍재근 역
- 2005년 《공공의 적 2》 - 전직 강 검사 역
- 2004년 《슈퍼스타 감사용》 - OB 감독 역
- 2003년 《실미도》 - 대방동 대대장 역
- 2003년 《튜브》 - 통제관 역

### TV 드라마(KBS 제외)
- 2013년 MBN 《대한민국 정치비사》 - 오원철 역
- 2012년 MBC 《더킹 투하츠》 - 리상렬 역
- 2011년 E채널 《여제》 - 박성범 역
- 2006년 SBS 《연개소문》 - 돌궐 사신 역
- 2003년 SBS 《왕의 여자》 - 홍여순/이호민 역
- 2002년 SBS 《야인시대》 - 백병원 의사 백인제 역

### 연극
- 1992년 마구간
- 1992년 대머리 여가수
- 깔리귤라
- 꽃뫼연
- 꼽추왕국
- 진땀 흘리기
- 누구를 위하여 종은 울리나
- 쇼 코메디

## 기타
야인시대에서 심영 역으로 함께 출연한 김영인은 강일원으로 잘못 알았다고 한다.